# Sông Kôn-Hà Thanh
Sông Kôn-Hà Thanh là một con sông đổ ra Biển Đông. Sông có chiều dài km và diện tích lưu vực là 3.809 km². Sông Kôn-Hà Thanh chảy qua các tỉnh Gia Lai, Bình Định.